# 川口本線料金所

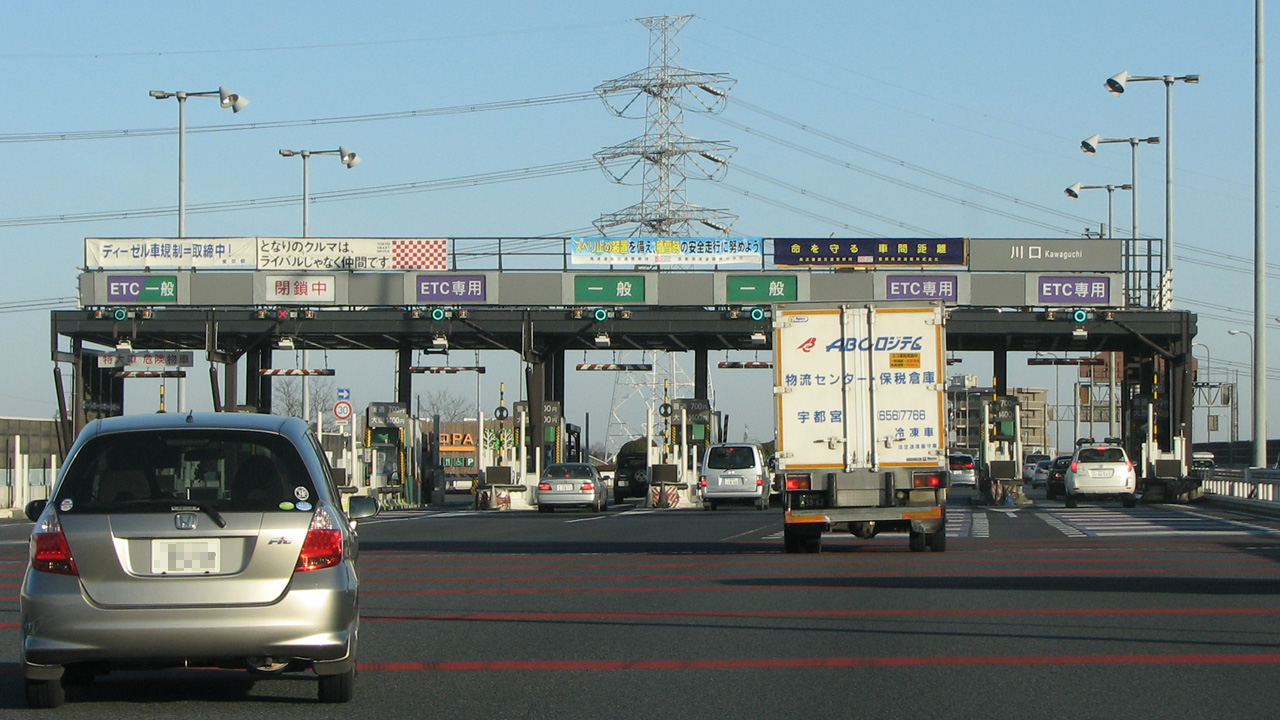
川口本線料金所（2009年2月8日撮影）

川口本線料金所（かわぐちほんせんりょうきんじょ）は、埼玉県川口市にある首都高速道路川口線の本線料金所である。

## 路線
- 首都高速川口線

## 料金所施設
- ブース数：7
  - ETC専用：3
  - ETC/一般：1
  - 一般：1
  - 閉鎖中：2

新井宿出入口および川口JCT経由で東北道・東京外環道から首都高速へ向かう車に対し、料金を徴収する。

## 隣
首都高速川口線
(S09)安行出入口 - 川口PA - 川口TB - (S11)新井宿出入口